# Yvonne Loriod
Yvonne Loriod (Houilles, 20 de gener de 1924–Saint-Denis, 17 de maig de 2010) va ser una pianista francesa.

## Biografia
Va néixer a Houilles, prop de París. Va començar els estudis de piano als 6 anys. Des de petita va tenir l'oportunitat de fer concerts remunerats a la casa de la seva padrina i professora, madame Nelly Eminger-Sivade; en cadascun d'ells interpretava una obra clàssica, una de romàntica i una de contemporània. Abans dels 14 anys, el seu repertori incloïa tots els concerts de Mozart, totes les sonates de Beethoven, el Clau ben temperat complet, així com les obres clàssiques i romàntiques usuals per a l'estudi.
Els seus mestres al Conservatori van ser Lazare Levy per a piano i André Bloch per a harmonia; després Marcel Ciampi, Simone Caussade, Joseph Calvet i finalment Darius Milhaud i Olivier Messiaen. Sota la seva tutela va agregar al repertori les obres per a piano de Claude Debussy, Maurice Ravel i altres contemporanis seus.
Olivier Messiaen va reconèixer en ella la seva tècnica enlluernadora i la seva memòria fenomenal per a interpretar tot tipus de música. Pràcticament totes les parts pianístiques de les seves obres orquestrals van ser dedicades a ella. El 1961 es van casar, esdevenint la segona dona de Messiaen.
Yvonne Loriod va ser professora a l'Escola de Música de Karlsruhe i després va ensenyar piano durant 25 anys en el Conservatori de Música de París; i en rebé el premi en set ocasions. I van ser alumnes seus  grans pianistes com Pierre-Laurent Aimard, Roger Muraro, Michel Béroff o Paul Crossley.
Amb el seu aclaparador domini de la tècnica pianística, l'harmonia, el contrapunt, la fuga, la composició i l'orquestració, va arribar a llegir a primera vista les partitures de Messiaen i compilar les parts vocals de l'òpera Saint François d'Assise. A més de les de Messiaen, Loriod  va estrenar grans obres de compositors contemporanis seus, entre els quals Pièrre Boulez, André Jolivet, Jean Barraqué, Arnold Sch̪önberg o Charles Chaynes.
La seva germana, també música, era Jeanne Loriod, una de les primeres intèrprets de les Ones Martenot.
Yvonne Loriod va morir el 17 de maig de 2010 a Saint-Denis, París, a l'edat de 86 anys, després d'haver sobreviscut 18 anys al seu marit.
Fou distingida amb el títol d’oficial de la Legió d’Honor.

## Obra

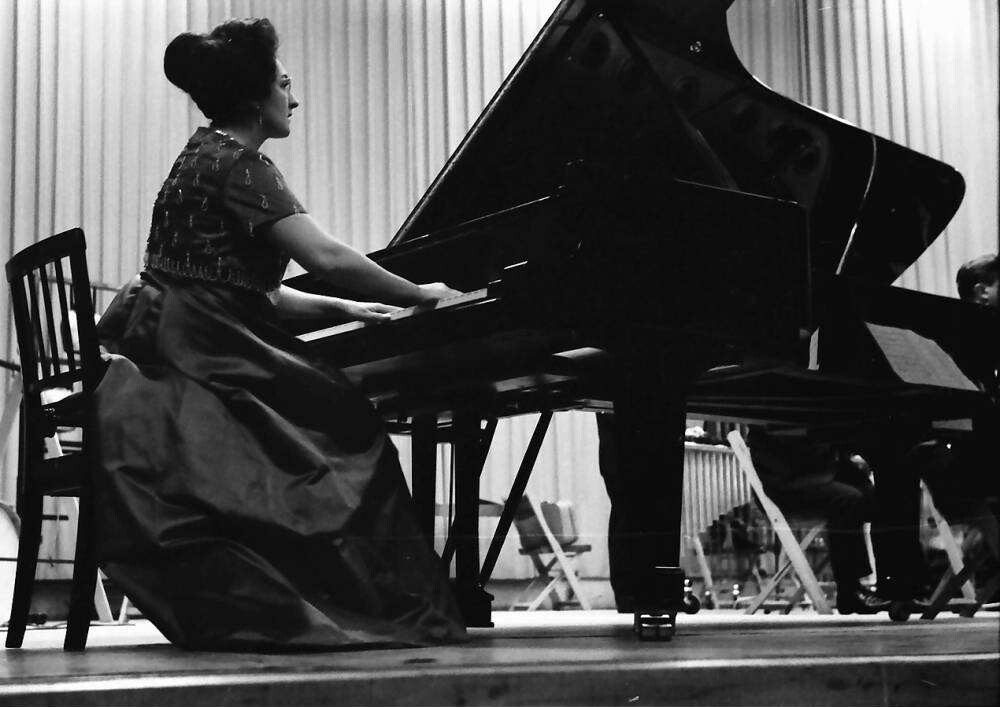
Yvonne Loriod al piano

Ha destacat pels seus notables enregistraments de les obres pianístiques de Pierre Boulez i sobretot les d'Olivier Messiaen, que són considerades referencials.
Se li deu, juntament amb Heinz Holliger i George Benjamin, la finalització del Concert à Quatre, que Messiaen havia deixat incomplet, i també l'edició de Traité de rythme, de couleur et d’ornithologie, de set volums i més de quatre mil pàgines, en la qual el seu marit havia treballat més de quaranta anys.